# Räuberberg (Randowtal)
Räuberberg ist ein Wohnplatz im Ortsteil Schmölln der Gemeinde Randowtal des Amtes Gramzow im Landkreis Uckermark in Brandenburg.

## Geographie
Der Ort liegt einen Kilometer ostsüdöstlich von Schmölln. Die Nachbarorte sind Schwaneberg im Norden, Friedefeld im Nordosten, Radewitz im Osten, Grünz im Südosten, Wollin im Südwesten sowie Schmölln im Westen.